# Спиновые волны

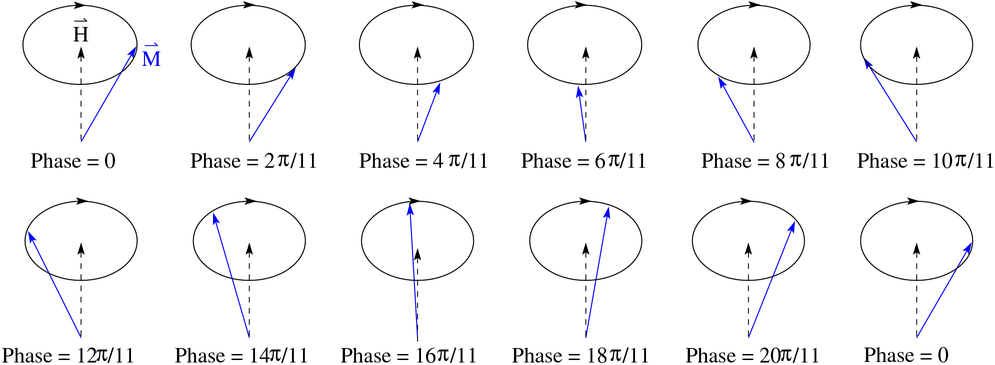
Прецессия магнитных моментов в спиновой волне

Спи́новые во́лны — волны намагниченности в ферро-, антиферро- и ферримагнитных материалах с большими волновыми числами. Впервые были предсказаны Феликсом Блохом для ферромагнетиков в 1930 году. В отличие от магнитостатических волн, при изучении распространения спиновых волн является важным учёт не только магнитостатического, но и обменного взаимодействия. Согласно принципу корпускулярно-волнового дуализма им соответствуют квазичастицы магноны.

## Применение
Спиновые волны применяются для создания линий задержек и фильтров СВЧ диапазона.  В последнее время большой интерес к спиновым волнам вызван развитием новой области физики конденсированного состояния —магноники, в рамках которой исследователи стремятся создать КМОП-комплиментарные устройства обработки информационного сигнала. 

## Классическая теория спиновых волн
Спиновые волны рассматриваются как волны намагниченности в непрерывной среде с постоянной намагниченностью. Уравнение движение намагниченности имеет вид:{\displaystyle {\frac {dM}{dt}}=-\gamma {M}\times H_{eff}+R}, где {\displaystyle \gamma } — магнитомеханическое отношение, {\displaystyle R} — диссипативный член, учитывающий потери энергии, {\displaystyle H_{eff}} — эффективное поле.. В случае бесконечного изотропного ферромагнетика, намагниченного до состояния насыщения постоянным однородным полем {\displaystyle H_{0}} в результате решения уравнения Максвелла в магнитостатическом приближении получается дисперсионное соотношение:{\displaystyle w^{2}=(w_{H}+\eta {k^{2}})(w_{H}+\eta {k^{2}}+w_{M}\sin ^{2}\theta _{k})}, где {\displaystyle w_{M}=\gamma 4\pi {M_{0}}}, а {\displaystyle \theta _{k}} — угол между направлением распространения спиновой волны и постоянной намагниченностью {\displaystyle M_{0}}

## Квантовая теория спиновых волн
Для неметаллических ферромагнетиков используется модель Гейзенберга, представляющая собой решетку спиновых магнитных моментов, связанных между собой обменным взаимодействием. На этой модели получен квадратичный закон дисперсии {\displaystyle \epsilon =\hbar \eta k^{2}}.